# Mail (Windows)
Mail là một trình duyệt thư điện tử và newsgroup được phát triển bởi Microsoft và được cài đặt sẵn trong các hệ điều hành Windows Vista, 8, 8.1, và 10. Chức năng chính của Mail là gửi và nhận thư điện tử. Nó là phần mềm kế tiếp Outlook Express, một trình duyệt email khác được cài đặt cùng với các hệ điều hành cũ hơn trong họ Windows 9x và Windows NT.
Windows Mail được công bố bởi Microsoft làm sản phẩm kế nhiệm Outlook Express vào ngày 10 tháng 10 năm 2005, thông qua trang web cộng đồng Channel 9 của hãng. Phiên bản đầu tiên này đã xuất hiện nhiều thay đổi cơ bản cùng với một giao diện người dùng mới, nhưng không có nhiều tính năng nào mới.

## Windows Vista

Ảnh chụp màn hình Windows Mail đang hiển thị Hộp thư đến của một người dùng

Nguồn gốc của Windows Mail có thể truy từ một phiên bản tiền phát hành của Outlook Express 7 được đi kèm trong những bản dựng đầu tiên của Windows Vista, khi đó được biết qua tên mã "Longhorn." Phiên bản Outlook Express này giới thiệu nhiều thay đổi tới giao diện người dùng và sử dụng WinFS cho việc quản lý và lưu trữ danh bạ cùng các dữ liệu khác. Dù vẫn còn tiếp tục hỗ trợ các giao thức thư điện tử Post Office Protocol (POP) và Internet Message Access Protocol (IMAP), Outlook Express 7 đã không còn hỗ trợ HTTP, và sau đó là Windows Mail.
Giao diện người dùng của Windows Mail được thay đổi theo phong cách giao diện của Windows Vista. Một số đặc điểm giao diện được lấy từ Microsoft Outlook 2003, bao gồm cả "thanh đọc" ở bên phải. Microsoft Help Groups được bổ sung, là một liên kết được cấu hình trước tới các newsgroup của Microsoft. Một số chức năng đã được đưa vào bổ sung cho các chức năng newsgroup tiêu chuẩn sẵn có, nhằm cho phép đánh dấu một chủ đề là "câu hỏi" hoặc "câu hỏi đã được trả lời". Các bài đăng cũng có thể được đánh giá.
Windows Mail sẽ sử dụng IPv6 nếu tên miền cho máy chủ ở dạng IPv6.
Các tin nhắn thư nay được lưu trữ trong từng tập tin một thay vì một tập tin dữ liệu duy nhất. Một cơ sở dữ liệu dạng chỉ mục dựa trên Extensible Storage Engine cho phép tìm kiếm và cải thiện tính ổn định và tính xác thực của dữ liệu được lưu trữ theo thời gian thực. Trong trường hợp bị hỏng, các chỉ mục có thể được xây dựng lại từ các tập tin thư. Thông tin thiết lập tài khoản sẽ không còn được lưu trong Windows Registry. Chúng sẽ được lưu trữ cùng với thư, cho phép dễ dàng sao chép toàn bộ cấu hình và thư của Windows Mail sang một chiếc máy khác chỉ bằng một bước duy nhất.
Bộ lọc thư rác Bayesian và chức năng chặn tên miền cấp cao và chặn giải mã đã được bổ sung. Một bộ lọc phishing cũng đã được đưa vào, bảo vệ người dùng khỏi các trang web được xác định là độc hại.
Các tính năng đã bị loại bỏ khỏi Windows Mail bao gồm:
- Hỗ trợ giao thức WebDAV
- Hỗ trợ nhiều Identities, tập hợp các cấu hình và thư có thể được tải độc lập với nhau nhưng có thể đổi bất cứ lúc nào[11]
- Hỗ trợ từ điển kiểm tra chính tả của Microsoft Office

Windows Mail có một giao diện lập trình ứng dụng (API) được dựa trên Component Object Model (COM). Mặc dù sản phẩm trước đó, Outlook Express, cũng có một API, nhưng nó lại không được liệt kê ra, trừ chức năng nhắn tin Simple MAPI.
Windows Vista chỉ hỗ trợ tiếng Anh Mỹ, tiếng Pháp, tiếng Đức và tiếng Tây Ban Nha (Quốc tế).

## Windows 7
Windows Mail không có mặt trên Windows 7. Trong khoảng thời gian này, Microsoft dự định làm lại một vài thành phần Windows thành các ứng dụng được phát triển độc lập trong bộ phần mềm Windows Essentials. Do đó, Windows Mail đã bị loại bỏ để nhường chỗ cho Windows Live Mail, có thể sử dụng trên Windows XP, Vista và 7. Chiến lược này rốt cuộc đã bị đảo lại và các sản phẩm kế nhiệm Windows Essentials đã được dần dần đưa vào lại trong Windows 8, 8.1 và 10. Windows Live Mail được kế tiếp bởi Mail.

## Windows 8.x
Mail được thêm vào Windows 8 là một trong nhiều ứng dụng được viết để chạy toàn màn hình hoặc ở chế độ snap, theo ngôn ngữ thiết kế Metro của Microsoft. Là một ứng dụng Windows Store, Mail được đi kèm trong cùng gói ứng dụng với Calendar và People. Ba ứng dụng này không thể được gỡ cài hoặc cài lại tách biệt. Mail trong Windows 8 được đặt sẵn các cấu hình máy chủ cho các dịch vụ thư điện tử phổ biến là Outlook.com, Exchange, Gmail, AOL Mail, và Yahoo! Mail. Các tài khoản IMAP khác có thể được cấu hình, nhưng nó không trực tiếp hỗ trợ POP. Mặc dù ứng dụng không chạy trên desktop của Windows, nó vẫn hỗ trợ đa cửa sổ. Giống như nhiều ứng dụng của Microsoft được giới thiệu cho Windows 8, nhiều tính năng bị ẩn trong thanh charm hay thanh công cụ ban đầu bị ẩn ở dưới màn hình và hiện lên khi nhấp chuột phải. Người dùng đã đăng ký tài khoản Microsoft có thể đồng bộ tất cả cấu hình trong Mail sang khắp các máy tính.

## Windows 10
Mail có các cấu hình đặt sẵn cho Outlook.com, Exchange, Gmail, iCloud, và Yahoo! Mail. AOL Mail và các tài khoản IMAP tùy chỉnh vẫn có thể được thêm vào, và hỗ trợ cho POP đã được đưa vào trở lại. Mail và Calendar vẫn là các ứng dụng Windows Store và vẫn nằm trong cùng một gói ứng dụng; dó đó chúng được cập nhật cùng nhau. Mặc dù vậy, People đã không còn nằm trong gói này và đã trở thành ứng dụng độc lập.
Người dùng có thể chọn chủ đề hệ thống hoặc tự đặt màu chủ đề, ảnh nền và tùy chọn sáng/tối riêng cho Windows 10 Mail. Ứng dụng hỗ trợ đa cửa sổ và có thể mở các thư trong cửa số mới. Các thư được liệt kê trong jumplist của Mail. Giống như phiên bản Vista của Mail, các công cụ quan trọng trong phiên bản này đều được đặt rõ ràng cho người dùng sử dụng ngay khi cần. Các tài khoản có thể được nhóm lại và đặt tên lại, và các thư mục có thể được tạo ngay trong ứng dụng. Hầu hết các thư mục có sẵn có thể được chỉnh sửa hoặc xóa trong Mail, nhưng ngoại trừ các thư mục mặc định. Có thể dùng các biệt danh trên Outlook.com và nhắc tới người khác bằng dấu @ trong Mail.
Giống như Microsoft Outlook, Mail cho phép người dùng thiết lập các nút Hành động nhanh, như Xóa, Đặt cờ và Lưu trữ, và phản hồi với các tin nhắn từ phần thông báo hệ thống và cử chỉ trượt.
Mail không có trình đọc RSS và tùy chọn chỉnh phông chữ mặc định. Microsoft chưa công bố kế hoạch nào để thêm các tính năng này.